# Muirileguatia fernandezi
Muirileguatia fernandezi är en insektsart som först beskrevs av Frederick Arthur Godfrey Muir 1925.  Muirileguatia fernandezi ingår i släktet Muirileguatia och familjen Derbidae. Inga underarter finns listade i Catalogue of Life.